# Salettl

Pavillon (Salettl) am Schwarzen See bei Markt Eisenstein, Stahlstichpostkarte von 1901

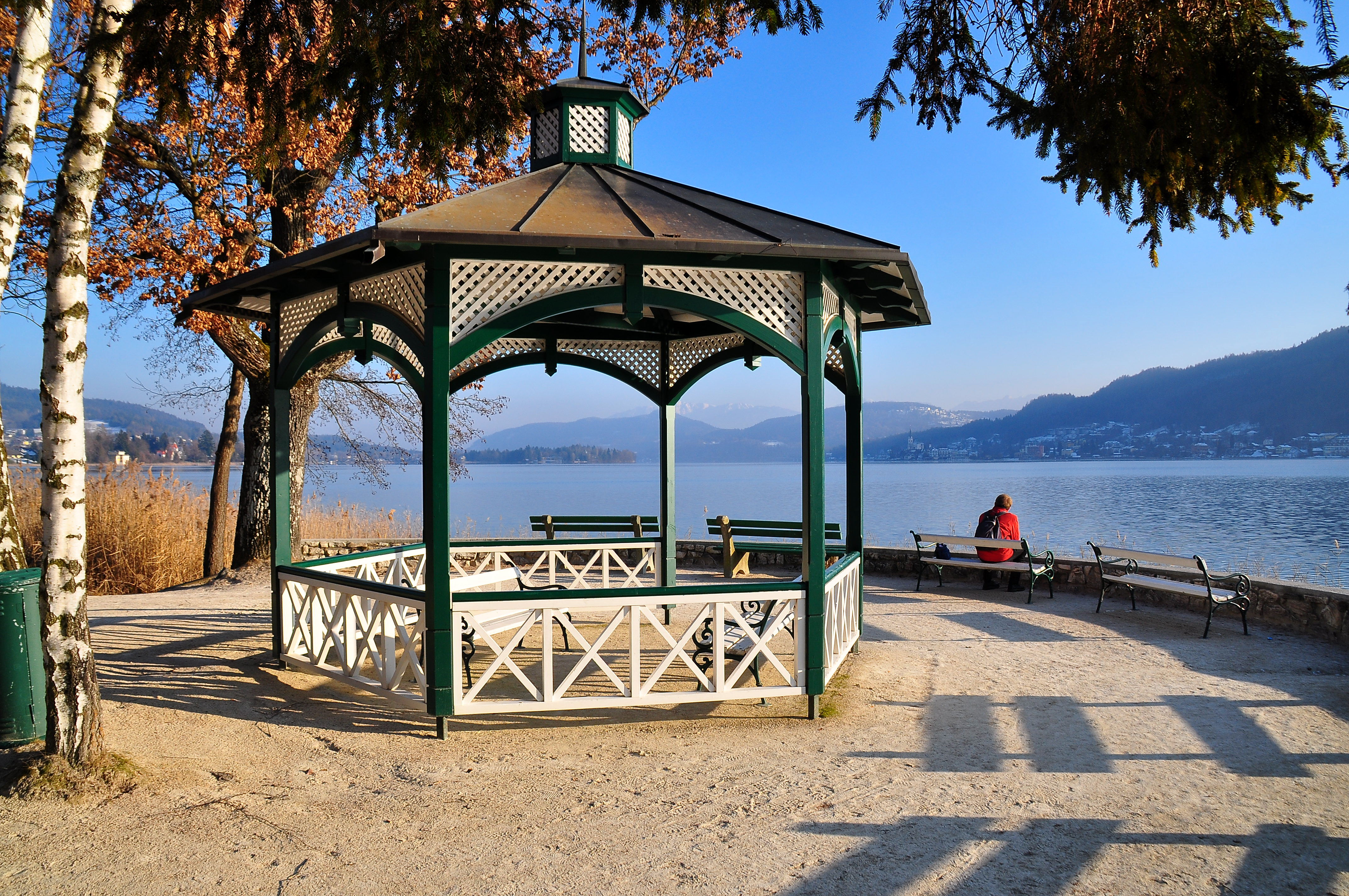
Salettl in Pörtschach am Wörther See

Als Salettl (auch Salettel, von italienisch saletta ‚Sälchen‘) werden in Österreich, teils auch in Bayern, kleine, meist offene Gartenhäuser und Pavillons bezeichnet.

## Beschreibung
In den für die zweite Hälfte des 19. Jahrhunderts typischen Salettln entwickelte sich die bürgerliche Freizeitgesellschaft. In diesen hölzernen Wirtsgärten wurde Bier oder Kaffee serviert.
Salettl ist ein oberdeutscher Begriff der Umgangssprache. In den amtlichen Baueingaben werden Bauten dieser Art, die zumeist von Vorstadtwirtshäusern bei den Biergärten errichtet wurden, Sommerhalle, Trinkhalle oder Gartensaal genannt. Eines der repräsentativsten Salettln war der zweigeschossige Pavillon am Schwarzen See bei Markt Eisenstein im Böhmerwald. Der 1899 errichtete imposante Bau hatte aber nicht lange Bestand, er ist abgebrannt.
Verglaste Anbauten an überdachten Kegelbahnen, die mit Tischgarnituren ausgestattet waren, wurden ebenfalls Salettl genannt.